# ОШ „Лазар Станојевић” Ратари
ОШ „Лазар Станојевић” Ратари, насељеном месту на територији општине Смедеревска Паланка, основана је 1864. године. Школа носи од 1953. године име Лазара Станојевића, трговца и добротвора.
Пре оснивања школе у Ратарима, деца из села су похађали школу у Церовцу, која је основана око 1840. године. Друга, народна основна школа у „швајцарском стилу” изграђена је 1909. године захваљујући ауторитету Алексе Ратарца. 
Господин Лазар Станојевић, трговац из Смедерева, рођен у Ратарима, основао је 1. јануара 1927. године „Фонд Лазе Станојевића и родитеља му” који је добио својство правног лица указом Њ. В. Краља. Доброчинитељ је завештао много земље и обвезница и омогућио школовање деце. Школе су имале сопствене школске буџете и сопствене фондове за подизање школских зграда и помоћ сиромашним ученицима.
Школе у Ратарима су грађене „у сопственој режији” из одобрених и прикупљених средстава, добром организацијом школских одбора на обезбеђивању главних грађевинских материјала. Лицитирали су се само радови на извођењу објеката и изводили под надзором окружних инжињера. Из преписке и завршних обрачуна о утрошку финансијских средстава видљива је велика озбиљност, ентузијазам и одговорност у извршавању задатака.
После Другог светског рата, у школској 1947/48. години уписано је 350 ученика. Указом Среског народног одбора у августу 1951. године, школа постаје осмогодишња, отварањем петог разреда. Наредне године је отворена ђачка кухиња, а 1953. године школа у Ватошеву је припојена Ратарској школи, као матичној школи.
Садашња школска зграда је започета 1970. године. У доба док је школа грађена деца су имала наставу у Дому културе. Школска 1974/75. започета је у згради нове школе са приземљем, међуспратом и спратом.